# Transit Research and Attitude Control
Il Transit Research and Attitude Control (TRAAC) è un satellite artificiale lanciato dalla marina militare statunitense dalla base di lancio di Cape Canaveral il 15 novembre 1961. Assieme al TRAAC, fu lanciato un altro satellite denominato Transit 4B.

## Missione
Il satellite da 109 kg fu usato per testare il sistema di stabilizzazione a gradiente di gravità (o stabilizzazione mareale) dei satelliti per la navigazione facenti parte della flotta Transit. Il sistema di stabilizzazione rispose in effetti al comando di estensione ma, a causa del malfunzionamento di uno dei motorini, il braccio da 18,4 m utile alla stabilizzazione mareale non riuscì ad estendersi del tutto.
Tra gli scopi prettamente scientifici della missione vi era quello di migliorare la misura della densità dei protoni presenti nella fascia interna di Van Allen, di verificare la presenza di particelle più pesanti lì intrappolate dal campo magnetico locale e di verificare la teoria che vedeva il decadimento beta dei neutroni generati dalla collisione tra raggi cosmici e nuclei in alta atmosfera all'origine della suddetta fascia interna di Van Allen.
Il TRAAC fornì anche informazioni sugli effetti della radiazione proveniente da esplosioni nucleari nello spazio, esso fu infatti uno dei vari satelliti i cui sensori fornirono dati per il test nucleare ad alta quota denominato Starfish Prime, effettuato il 9 luglio 1962. Come conseguenza dell'esplosione, i pannelli solari del satellite furono inavvertitamente danneggiati e ciò portò di fatto alla fine della sua operatività; l'ultimo contatto con il TRAAC si ebbe il 12 agosto 1962.
Ci si aspetta che il TRAAC continui ad orbitare ancora per circa 800 anni ad un'altitudine di 950 km.

## Poesia
La prima poesia ed essere lanciata in orbita attorno alla Terra fu incisa sul pannello della strumentazione del TRAAC.
Intitolato For a Space Prober (in inglese: Per una sonda spaziale), il componimento fu scritto da Thomas G. Bergin professore di lingue romanze all'Università Yale.